# Historias de la cocina
Kitchen stories (Salmer fra kjøkkenet) es una película  de Suecia y Noruega dirigida por Bent Hamer en 2003 y protagonizada por Reine Brynolfsson, Sverre Anker Ousdal, Björn Floberg, Joachim Calmeyer y Tomas Norström.
Bent Hamer (Eggs) dirige esta coproducción entre Noruega y Suecia que parte de un hecho verdadero. Una comedia, galardonada con la Espiga de Plata y el premio a la mejor fotografía en el Festival de Valladolid de 2003, centrada en la relación que se establece entre un investigador, Folke, interpretado por Tomas Norström (The Hunters), y el sujeto de estudio, Isak, interpretado por Joachim Calmeyer (Lars i Poten).

## Sinopsis
En 1944, un grupo de amas de casa y profesores de economía doméstica suecos formaron el Instituto de Investigaciones del Hogar. A través de dicha organización pretendían mejorar las condiciones de trabajo en el hogar. Así, descubrieron que un ama de casa media caminaba al año en su cocina el equivalente a la distancia entre Estocolmo y el Congo. Entonces, se les ocurrió estudiar la situación de los hombres y, para ello, enviaron a un grupo de observadores a una región campesina de Noruega. Dichos trabajadores trabajaban todo el día encaramados en una silla colocada en un rincón de la cocina con una norma fundamental: no interferir en la vida del sujeto de estudio. Una ácida crítica a las organizaciones de posguerra surgidas tras la Segunda Guerra Mundial que veían en la ciencia la solución a todos los problemas.